# Maaike
Maaike is een Friese meisjesnaam die afgeleid is van de voornaam Maria.

## Bekende personen met de voornaam Maaike
- Maaike Bakker (1992), een Nederlandse actrice
- Maaike Caelers (1990), een Nederlandse triatlete
- Maaike Cafmeyer (1973), Belgisch actrice
- Maaike De Rudder (1993), een Belgische politica
- Maaike De Vreese (1984), een Belgische politica
- Maaike Hartjes (1972), Nederlands striptekenares
- Maaike Head (1983), Nederlandse roeister en voormalig langebaanschaatsster
- Maaike Jansen (1990), Nederlands zangeres
- Maaike Fluitsma (1962), een Nederlands kinderboekenschrijver
- Maaike Keetman (1999), een Nederlands schaakster
- Maaike Koutstaal (1975), een Nederlands voormalig tennisspeelster
- Maaike Kroon (1980), een Nederlands hoogleraar
- Maaike Martens (1976), een Nederlands actrice en zangeres
- Maaike Meijer (1949), een Nederlands neerlandica en literatuurwetenschapper
- Maaike Naafs (1991), een Nederlands golfster
- Maaike Neuville (1983), een Belgische theater- en filmactrice
- Maaike Ouboter (1992), een Nederland singer-songwriter
- Maaike Polspoel (1989), een Belgisch wielrenster
- Maaike Schetters (1983), Nederlands kogelslingeraar
- Maaike Smit (1966), een Nederlandse rolstoeltennisster
- Maaike Starreveld (1976), een voortrekker van de charismatisch-christelijke beweging in Nederland
- Maaike Timmerman (1989), Nederlands presentatrice
- Maaike Widdershoven (1969), Nederlands zangeres
- Maaike Vos (1991), Nederlands zangeres
- Maaike Vos (1985), Nederlands shorttrackster